# Quercus
Quercus (del latín quercus, que designaba igualmente al roble, a la encina y al alcornoque), es un género de árboles perteneciente a la familia de las fagáceas. 

## Descripción
Son árboles de gran porte, por lo general.Aunque también se incluyen arbustos, los hay de follaje permanente, caducifolios y marcescentes. Las flores masculinas se presentan en amentos, inflorescencias complejas colgantes, habitualmente cada flor con entre cuatro y diez estambres, lo más a menudo seis, de largos filamentos. Las flores femeninas aparecen aisladas u organizadas en espigas o cabezuelas, presentan tres estigmas, así como óvulos anátropos, y están rodeadas por una estructura de escamas empizarradas que al madurar será la cúpula que formara la bellota. El fruto se denomina bellota, es solitario y de origen axil (de brote), con cotiledones planos. La corteza suele ser lisa en los ejemplares jóvenes pero se va agrietando con la madurez de la edad. 
Se considera un género de origen antiguo, conociéndose fósiles desde el Cretácico inferior. Sus especies han presentado gran valor para las comunidades humanas, por su madera, corteza, obtención de curtientes ricos en taninos, frutos comestibles, etc. Participan como elementos dominantes del paisaje arbóreo en muchos territorios de su área de distribución (fundamentalmente en el hemisferio norte). Son frecuentes los fenómenos de hibridación entre sus especies, que suelen presentar, además, facilidad para la regeneración vegetativa por brotes de raíz o de cepa.

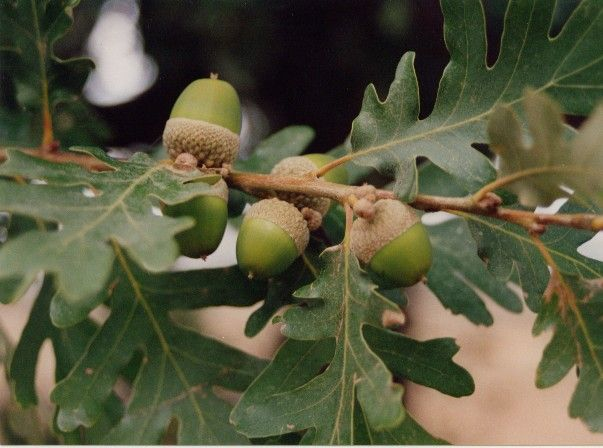
Frutos del Quercus pyrenaica

### Fruto
El fruto es una bellota que produce en otoño y cae en el invierno. Luego entrada la primavera si el suelo posee cierta penetración asoma un apéndice para formar la raíz, denominada embrión,  y finalmente abre para comenzar a desarrollar el tallo.

## Distribución

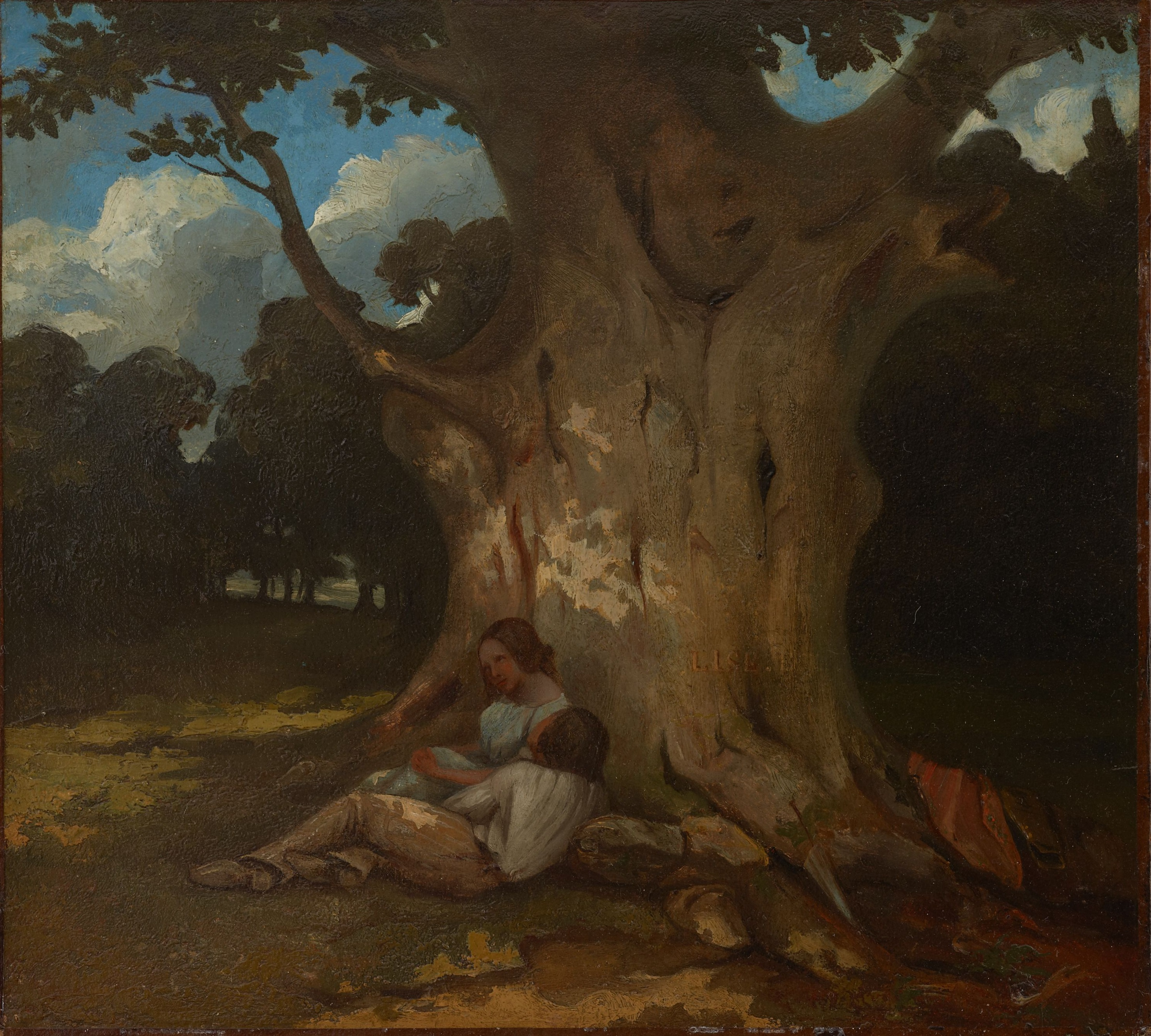
El Gran Roble, de Gustave Courbet (1843)

Género que abarca entre 400 a 600 especies, distribuidas por Europa, norte de África, Asia, Norteamérica (especialmente en los bosques madrenses), América central y Sudamérica (Colombia). México es el país con la mayor cantidad de especies de Quercus (llamadas encino localmente) del mundo, con alrededor de 125, siendo el género de árbol más biodiverso de dicha nación. Ocurre lo mismo en Estados Unidos y Canadá, donde existen cerca de 60 especies. 45 especies se pueden encontrar en Centroamérica, 1 en Colombia y 1 en Cuba.
Uno de los más apreciados miembros del género Quercus es el roble Quercus robur, que es la especie forestal dominante en la vertiente atlántica de Europa. Esta especie recibe los nombres de carballo en Galicia, carbayu en Asturias, cajiga en Cantabria y haritza en el País Vasco. Otra especie de ecología semejante es el roble albar Quercus petraea. Los robles crecen en suelos con humedad por lo que en la península ibérica solo abundan espontáneos en las cordilleras húmedas o las regiones más septentrionales. En la península ibérica no se suelen emplear en silvicultura dado su lento crecimiento, pero su madera es una de las más apreciadas.
Entre las especies mediterráneas más extendidas en zonas más secas de la península ibérica destacan el rebollo Quercus pyrenaica, dominante en zonas de borde montañoso del interior peninsular (p. ej.: Herrería de El Escorial, Valsaín, Montes de Toledo, Sierra Morena…), y la encina Quercus ilex subsp. ballota, muy abundante en multitud de nichos ecológicos del centro y el sur de la península (p. ej.: parque nacional de Cabañeros (Ciudad Real), parque nacional de Monfragüe (Cáceres), Monte del Pardo (Madrid), Carrascal de la Fuente Roja (Alcoy), Sierra Madrona (Ciudad Real)…).

## Clasificación
El género Quercus ha sufrido numerosos cambios en su clasificación infragenérica a lo largo de la historia. Actualmente y tras la última revisión del género en 2017 por Denk et al. se divide en dos subgéneros y ocho secciones:
|  | Cyclobalanopsis                                 |
|  |                                                 |
|  | \| \| Ilex \| \| \| \| \| \| Cerris \| \| \| \| |
|  |                                                 |
|  | Ilex                                            |
|  |                                                 |
|  | Cerris                                          |
|  |                                                 |

|  | Ilex   |
|  |        |
|  | Cerris |
|  |        |

|  | Ponticae                                             |
|  |                                                      |
|  | \| \| Virentes \| \| \| \| \| \| Quercus \| \| \| \| |
|  |                                                      |
|  | Virentes                                             |
|  |                                                      |
|  | Quercus                                              |
|  |                                                      |

|  | Virentes |
|  |          |
|  | Quercus  |
|  |          |

|  | Ponticae                                             |
|  |                                                      |
|  | \| \| Virentes \| \| \| \| \| \| Quercus \| \| \| \| |
|  |                                                      |
|  | Virentes                                             |
|  |                                                      |
|  | Quercus                                              |
|  |                                                      |

|  | Virentes |
|  |          |
|  | Quercus  |
|  |          |

|  | Ponticae                                             |
|  |                                                      |
|  | \| \| Virentes \| \| \| \| \| \| Quercus \| \| \| \| |
|  |                                                      |
|  | Virentes                                             |
|  |                                                      |
|  | Quercus                                              |
|  |                                                      |

|  | Virentes |
|  |          |
|  | Quercus  |
|  |          |

|  | Ponticae                                             |
|  |                                                      |
|  | \| \| Virentes \| \| \| \| \| \| Quercus \| \| \| \| |
|  |                                                      |
|  | Virentes                                             |
|  |                                                      |
|  | Quercus                                              |
|  |                                                      |

|  | Virentes |
|  |          |
|  | Quercus  |
|  |          |

|  | Cyclobalanopsis                                 |
|  |                                                 |
|  | \| \| Ilex \| \| \| \| \| \| Cerris \| \| \| \| |
|  |                                                 |
|  | Ilex                                            |
|  |                                                 |
|  | Cerris                                          |
|  |                                                 |

|  | Ilex   |
|  |        |
|  | Cerris |
|  |        |

|  | Ponticae                                             |
|  |                                                      |
|  | \| \| Virentes \| \| \| \| \| \| Quercus \| \| \| \| |
|  |                                                      |
|  | Virentes                                             |
|  |                                                      |
|  | Quercus                                              |
|  |                                                      |

|  | Virentes |
|  |          |
|  | Quercus  |
|  |          |

|  | Ponticae                                             |
|  |                                                      |
|  | \| \| Virentes \| \| \| \| \| \| Quercus \| \| \| \| |
|  |                                                      |
|  | Virentes                                             |
|  |                                                      |
|  | Quercus                                              |
|  |                                                      |

|  | Virentes |
|  |          |
|  | Quercus  |
|  |          |

|  | Ponticae                                             |
|  |                                                      |
|  | \| \| Virentes \| \| \| \| \| \| Quercus \| \| \| \| |
|  |                                                      |
|  | Virentes                                             |
|  |                                                      |
|  | Quercus                                              |
|  |                                                      |

|  | Virentes |
|  |          |
|  | Quercus  |
|  |          |

|  | Ponticae                                             |
|  |                                                      |
|  | \| \| Virentes \| \| \| \| \| \| Quercus \| \| \| \| |
|  |                                                      |
|  | Virentes                                             |
|  |                                                      |
|  | Quercus                                              |
|  |                                                      |

|  | Virentes |
|  |          |
|  | Quercus  |
|  |          |

### SubgéneroCerris

#### SecciónCyclobalanopsis
Esta sección es conocida como la lista de los «robles con cúpulas en anillos» y se desarrollan principalmente al este y sureste de Asia. Son robles "siempreverdes" que llegan a alturas de entre 10 y 40 metros. Son bastante diferentes al subgénero Quercus en el sentido que tienen bellotas con distintivas copas con anillos de diferentes escalas de tamaño y se desarrollan comúnmente en grupos densos, aunque esto no se aplica a todas las especies. La Flora de China trata a las Cyclobalanopsis como un género distinto, pero tras la última revisión del género, la mayoría de los taxónomos consideran que actualmente es una sección dentro del subgénero Cerris. En total suma unas 90 especies. La especie tipo es Quercus gomeziana A. Camus.
- Quercus acuta - Encina japonesa
- Quercus albicaulis
- Quercus argentata
- Quercus argyrotricha
- Quercus augustinii
- Quercus austrocochinchinensis
- Quercus austroglauca
- Quercus bella
- Quercus blakei
- Quercus camusiae
- Quercus championii
- Quercus chapensis
- Quercus chevalieri
- Quercus chingsiensis
- Quercus chungii
- Quercus daimingshanensis
- Quercus delavayi
- Quercus delicatula
- Quercus dinghuensis
- Quercus disciformis
- Quercus edithiae
- Quercus elevaticostata
- Quercus fleuryi
- Quercus gambleana
- Quercus gemelliflora
- Quercus gilva
- Quercus helferiana
- Quercus hondae
- Quercus hui
- Quercus hypophaea
- Quercus jenseniana
- Quercus jinpinensis
- Quercus kerrii
- Quercus kiukiangensis
- Quercus kouangsiensis
- Quercus lamellosa
- Quercus lineata
- Quercus litoralis
- Quercus litseoides
- Quercus lobbii
- Quercus longinux
- Quercus lowii
- Quercus lungmaiensis
- Quercus merrillii
- Quercus morii
- Quercus motuoensis
- Quercus multinervis
- Quercus myrsinifolia
- Quercus neglecta
- Quercus ningangensis
- Quercus obovatifolia
- Quercus oxyodon
- Quercus pachyloma
- Quercus patelliformis
- Quercus pentacycla
- Quercus phanera
- Quercus poilanei
- Quercus rex
- Quercus salicina
- Quercus saravanensis
- Quercus schottkyana
- Quercus semiserrata
- Quercus sessilifolia
- Quercus sichourensis
- Quercus stenophylloides
- Quercus stewardiana
- Quercus subhinoidea
- Quercus subsericea
- Quercus thorelii
- Quercus tomentosinervis
- Quercus treubiana
- Quercus xanthotricha
- Quercus yingjiangensis
- Quercus yonganensis

#### SecciónCerris
La sección Cerris es conocida como la de los Robles Turcos y sus relativos de Europa, Asia y norte de África. Son de gineceo largo y sus bellotas maduran a los 18 meses de su germinación pero sabor muy amargo. El interior de la cáscara de las bellotas no poseen pelos. Sus hojas suelen tener lóbulos de puntas afiladas, con cerdas en sus bordes.
Consta de 15 especies, tres de ellas nativas del este de Asia y las otras 12 presentes en Asia menor y alrededor de la cuenca mediterránea. La especie tipo es Quercus cerris L.
- Quercus acutissima - Roble kunigi
- Quercus afares - Roble africano
- Quercus brantii - Roble de Brant
- Quercus castaneifolia - Roble persa
- Quercus cerris - Roble cabelludo, roble cerris
- Quercus chenii
- Quercus crenata
- Quercus euboica
- Quercus ithaburensis Decne.
  - Quercus ithaburensis subsp. macrolepis (Kotschy) Hedge & Yalt. - velonia de Levante[3]
- Quercus libani
- Quercus look
- Quercus macrolepis
- Quercus suber - Alcornoque (mediterráneo)
- Quercus trojana - Roble de Macedonia
- Quercus variabilis - Alcornoque de la China

#### SecciónIlex
La sección Ilex fue establecida por primera vez por John Claudius Loudon en 1838. También ha sido tratada como un subgénero, bajo el nombre de Quercus subgénero Heterobalanus Oerst., y como subsección.
Como todas las especies de Quercus, las de la sección Ilex son árboles o arbustos cuyo fruto es la bellota. Las flores masculinas tienen de cuatro a seis estambres. La ornamentación del polen maduro es distintiva y consiste en arrugas o pliegues. Las bellotas pueden madurar tanto anualmente como después de dos años, según la especie. La cúpula de la bellota tiene escamas triangulares, generalmente delgadas y membranosas. Son especies de hoja perenne con el margen generalmente dentado, en ocasiones con espinas o cerdas en los extremos de los dientes.
La sección contiene alrededor de 40 especies nativas de Eurasia y el norte de África. La especie tipo es Quercus ilex L.
- Quercus acrodonta
- Quercus alnifolia
- Quercus aquifolioides
- Quercus aucheri
- Quercus baloot
- Quercus baronii
- Quercus bawanglingensis
- Quercus coccifera (sin. Quercus calliprinos) - Coscoja
- Quercus cocciferoides
- Quercus dolicholepis
- Quercus engleriana
- Quercus floribunda
- Quercus franchetii
- Quercus giliana
- Quercus guyavifolia
- Quercus handeliana
- Quercus ilex - Encina típica, con dos subespecies:
  - Quercus ilex subsp. ilex.
  - Quercus ilex subsp. ballota (sin. Q. rotundifolia, Q. ballota).
- Quercus kingiana
- Quercus lanata
- Quercus leuchotrichophora
- Quercus lodicosa
- Quercus marlipoensis
- Quercus monimotricha
- Quercus oxyphylla
- Quercus phillyreoides
- Quercus rehderiana
- Quercus semecarpifolia (sin. Q. pannosa)
- Quercus senescens
- Quercus setulosa
- Quercus spinosa
- Quercus tarokoensis
- Quercus trungkhahensis
- Quercus tungmaiensis

- Quercus utilis

### SubgéneroQuercus
Este subgénero se divide en las cinco siguientes secciones:

#### SecciónLobatae
Los «robles rojos» (sinónimo: subgen.Erythrobalanus). Consta de aproximadamente unas 120 especies distribuidas por el Nuevo Mundo: Norteamérica, América Central y sólo una en la zona norte de América del Sur. De pistilos largos y bellotas que maduran en 18 meses, muy amargas y con el interior de la cáscara velluda. La nuez está encerrada en una capa delgada y pegajosa de piel apergaminada. Las hojas suelen tener lóbulos de puntas afiladas, con pelos espinosos en los mismos. La especie tipo es Quercus nigra L.
- Quercus acutifolia - denominado en México aguatle[5]
- Quercus agrifolia - Encina de California
- Quercus arkansana
- Quercus buckleyi
- Quercus canbyi
- Quercus coccinea - Roble escarlata
- Quercus costaricensis
- Quercus cualensis
- Quercus depressa
- Quercus eduardii
- Quercus ellipsoidalis
- Quercus emoryi - Encina Emory
- Quercus falcata - Roble rojo del sur, roble español
- Quercus gravesii
- Quercus graciliformis
- Quercus georgiana
- Quercus hintoniorum
- Quercus hirtifolia
- Quercus humboldtii - Roble colombiano, roble andino
- Quercus hypoleucoides
- Quercus hypoxantha
- Quercus iltisii
- Quercus imbricaria
- Quercus incana
- Quercus inopina
- Quercus kelloggii - Roble negro de California
- Quercus laevis
- Quercus laurifolia
- Quercus laurina
- Quercus marilandica - Roble de Maryland, roble blackjack
- Quercus meavei
- Quercus myrtifolia
- Quercus nigra - Roble negro americano
- Quercus pagoda
- Quercus palustris - Roble palustre americano, roble de los pantanos
- Quercus parvula
- Quercus phellos - Roble de hojas de sauce
- Quercus pumila
- Quercus rhysophylla
- Quercus rubra (sin. Quercus acerifolia) - Roble rojo americano, roble boreal rojo americano, roble americano
- Quercus salicifolia
- Quercus sapotifolia
- Quercus shumardii - Roble de Shumard
- Quercus tardifolia
- Quercus texana
- Quercus velutina - Quercitrón, roble negro del este
- Quercus wislizeni
- Quercus xalapensis

#### SecciónProtobalanus
La sección de los Protobalanus conocida como la sección de robles intermedios y sus parientes en el suroeste de los Estados Unidos y del noroeste de México. Tiene sus gineceos cortos, y sus bellotas maduran a los 18 meses de sabor muy amargo. El interior de la cáscara de las bellotas es velludo, y sus hojas suelen tener lóbulos de puntas afiladas, con cerdas en los extremos. Consta de cinco especies, siendo la especie tipo Quercus chrysolepis Liebm.
- Quercus cedrosensis
- Quercus chrysolepis - Encina mexicana azul
- Quercus palmeri
- Quercus tomentella
- Quercus vaccinifolia

#### SecciónPonticae
Son especies de arbustos o pequeños árboles, con rizomas. Los amentos pueden llegar a medir 10cm de longitud. La cúpula en la base de la bellota tiene escamas con extremos afilados en ángulo. El hábito foliar puede ser tanto caducifolio como perennifolio. Los brotes de las hojas son grandes encerrados en escamas sueltas. Esta sección comprende solamente dos especies con distribuciones disyuntas siendo la especie tipo Quercus pontica K. Koch.
- Quercus pontica - Roble de Armenia
- Quercus sadleriana

#### SecciónVirentes
Son especies de árboles o arbustos rizomatosos. Son perennifolios o brevideciduos. Las bellotas maduran en un año. La cúpula en la base de la bellota tiene escamas triangulares angostas, con quillas delgadas, en la mayoría de los casos pequeñas protuberancias (tubérculos) y extremos afilados en ángulo. Un rasgo distintivo de esta sección es que cuando germina la semilla posee los cotiledones fusionados y un epicótilo que forma un tubo, mientras que el hipocótilo es tuberoso.
Esta sección contiene siete especies, nativas el sureste de Norteamérica, México, América Central y el oeste de Cuba. La especie tipo es Quercus virginiana Mill.
- Quercus brandegeii
- Quercus fusiformis
- Quercus geminata
- Quercus minima
- Quercus oleoides
- Quercus sagraeana (sin. Quercus cubana)
- Quercus virginiana - Encina del sur

#### SecciónQuercus
Sus sinónimos son Lepidobalanus y Leucobalanus. También se incluye aquí la antiguamente conocida sección Mesobalanus. Estas especies conforman la lista de los denominados «robles blancos» de Europa, Asia y Norteamérica. Sus gineceos son cortos; las bellotas maduran en 6 meses y su sabor es amargo o ligeramente dulce, el interior de la cáscara de las bellotas no tiene vello, sus hojas en su mayoría carecen de cerdas en sus extremidades y sus lóbulos suelen ser redondeados. Esta sección consta de unas 150 especies, siendo la especie tipo Quercus robur L. A continuación se muestran algunas especies de robles pertenecientes a esta sección:
- Quercus aculcingensis
- Quercus alba - Roble blanco (americano)
- Quercus aliena
- Quercus alpescens
- Quercus arizonica - Encina de Arizona
- Quercus austrina
- Quercus berberidifolia
- Quercus bicolor - Roble bicolor
- Quercus boyntonii
- Quercus canariensis - Roble andaluz
- Quercus carmenensis
- Quercus chapmanii
- Quercus chihuahuensis
- Quercus congesta
- Quercus copeyensis
- Quercus cordifolia
- Quercus cornelius-mulleri
- Quercus corrugata
- Quercus dalechampii
- Quercus deliquescens
- Quercus dentata - Roble daimio
- Quercus depressipes
- Quercus deserticola
- Quercus dilatata
- Quercus douglasii (sin. Quercus gambelii)
- Quercus dumosa
- Quercus durata
- Quercus engelmannii
- Quercus fabri
- Quercus faginea - Quejigo (sin. Quercus lusitanica) - con dos subespecies
  - Quercus faginea subsp. faginea.
  - Quercus faginea subsp. broteroi.
- Quercus frainetto - Roble de Hungría
- Quercus frutex
- Quercus gambelii
- Quercus garryana - Roble blanco de Oregón
- Quercus germana
- Quercus glaucoides
- Quercus greggi
- Quercus griffithii
- Quercus grisea
- Quercus havardii
- Quercus hinckleyi
- Quercus hondurensis
- Quercus humilis (sin. Quercus pubescens) - Roble pubescente
- Quercus infectoria
- Quercus insignis
- Quercus intricata
- Quercus john-tuckeri
- Quercus laceyi
- Quercus lobata - Roble de los valles
- Quercus lusitanica
- Quercus lyrata
- Quercus macranthera - Roble del Cáucaso
- Quercus macrocarpa - Roble bur
- Quercus mohriana
- Quercus michauxii
- Quercus mongolica
- Quercus muehlenbergii
- Quercus oglethorpensis
- Quercus peduncularis
- Quercus petraea - Roble albar, roble montano
- Quercus polymorpha
- Quercus prinoides
- Quercus prinus (sin. Quercus montana) - Roble castaño
- Quercus pungens
- Quercus pyrenaica - Rebollo, roble melojo, tocio, tocia, barrosco
- Quercus robur - Roble común, roble carvallo, roble, cajiga, roble pedunculado
- Quercus rugosa
- Quercus stellata
- Quercus toumeyi
- Quercus toxicodendrifolia
- Quercus turbinella
- Quercus vaseyana
- Quercus vulcanica
- Quercus wutaishanica
- Quercus xanthotricha

## Usos

### Alimentario
Fruto de tipo glande, denominado bellota. Algunos son comestibles directamente crudos, como los de Quercus ilex ssp. ballota, Quercus macrolepis, Quercus vallonea, y Quercus alba. Los frutos de muchos otros Quercus pueden ser también consumidos mediante procesos previos para eliminar su amargor. Dichos procesos varían de unas culturas a otras (cocción, asado, lixiviación, adición de bicarbonato sódico, adición de arcilla…).

### Industrial
Suministran materias colorantes Quercus tintoria de Norteamérica, cuyas cortezas son tintoriales, y Quercus coccifera, de toda la región mediterránea, que produce una materia colorante parecida a la cochinilla.

### Farmacológico
Las especies mediterráneas: Quercus infectoria de Asia Menor, y Quercus lusitanica del Mediterráneo occidental producen agallas por picaduras de himenópteros galígenos, Cynips galleae, en la región cambial de los brotes jóvenes; en el comercio se puede encontrar agalla de Alepo, agalla de Basora, etc., que contienen de 60 a 70% de ácido tánico, 3% de ácido gálico y 2 % de ácido elágico, utilizadas como astringentes y hemostáticas. De ellas se obtiene ácido gálico (por hidrólisis del tánico), muy utilizado en la fabricación de muchos productos farmacéuticos, así como para la preparación de la tinta azul-negra.

### Botánica
Las cortezas de los Quercus jóvenes (de 12 a 20 años), en especial de Quercus robur en Europa y Quercus prinus en Norteamérica, se utilizan en terapéutica como astringentes contienen del 16 al 20 % de ácido tánico.

### Usos ancestrales
De la mayoría de los Quercus se utiliza la corteza como "casca" para curtir pieles, ya que forman taninos con los prótidos de la piel, que son imputrescibles (suela, cuero). En la península ibérica, la madera de Quercus ilex y la de Quercus pyrenaica se han utilizado mucho para producir carbón vegetal.
El Quercus macrocarpa también ha sido usado por los indios americanos para tratar problemas de corazón, etc.

### Construcción
La madera de Quercus es de las maderas más resistentes, aunque algunas especies la tienen demasiado tosca (por ejemplo Quercus pyrenaica).
Es muy utilizada y valorada para lograr muebles de calidad. Además, se la utiliza para la fabricación de toneles y barricas contenedores para añejado del buen vino.
Además, la corteza del alcornoque (Quercus suber) es usada para la producción de corcho.

## Enfermedades deQuercus

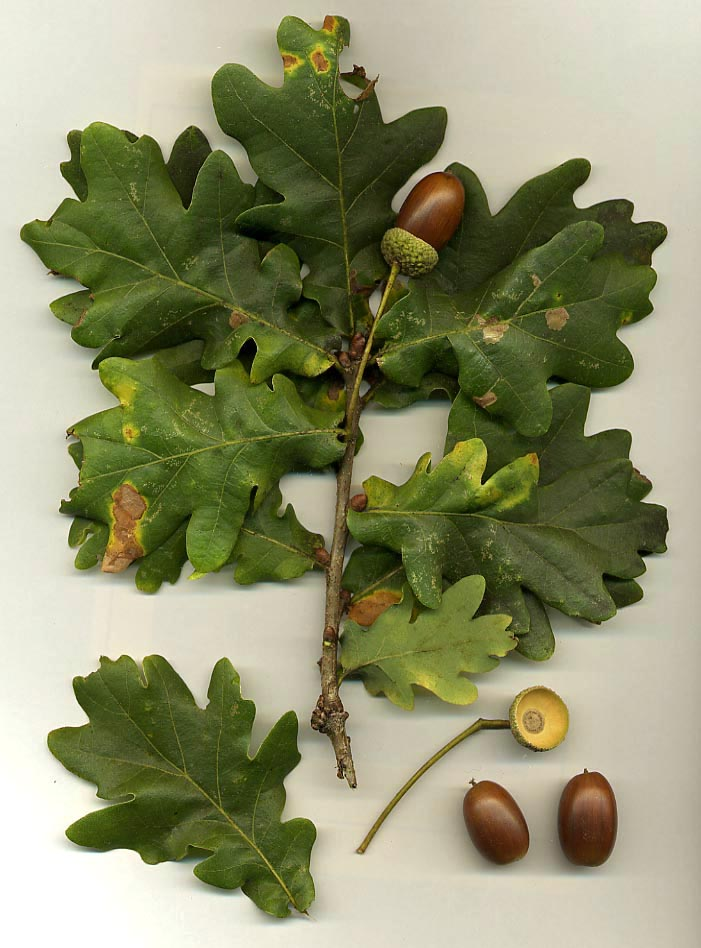
Leaves of Quercus robur, Quercus robur (fruit)

En las agallas de los robles (Quercus robur y Quercus petraea), producidas por cinípedos, son curiosas las generaciones alternantes de estos insectos. En otoño la Dryophanta folii, agama o asexuada pone sus huevos en los brotes tiernos y yemas de las pequeñas agallas de invierno que determinan, salen en los meses de abril-mayo, las formas sexuadas del cinípedo, Dryophanta taschenbergii, que una vez fecundada pone sus huevos en las hojas de los robles produciendo las agallas de verano, incubadoras de la forma asexuada.
En Norteamérica, las raíces de encinos son frecuentemente atacadas por las plantas parásitas conocidas como "elotillos" (Conopholis alpina y C. americana).

## Hibridaciones en la península ibérica
- Q. × andegavensis Hy (Quercus robur x Quercus pyrenaica) ( Pulmonario-Querción roboris: 76.4 )
- Q. × arrimatensis Penas, Llamas, Pérez Morales & Acedo (Quercus pauciradiata x Quercus petraea) (Quercenion robori-pyrenaicae: 76.7b)
- Q. × calvescens nothosubsp. costae (C.Vicioso) Rivas Mart. & Sáenz de Rivas (Quercus petraea x Quercus pubescens subsp. subpyrenaica) (Buxo-Quercenion pubescentis: 76.9a)
- Q. × calvescens Vuk. nothosubsp. calvescens (Quercus petraea x Quercus pubescens subsp. pubescens) (Corylo-Populion tremulae: 76.12)
- Q. × cerrioides Willk. & Costa (Quercus pubescens subsp. subpyrenaica x Quercus faginea subsp. faginea) (Buxo-Quercenion pubescentis: 76.9a)
- Q. × coutinhoi Samp. (Quercus robur x Quercus faginea) (Pulmonario-Querción roboris: 76.4)
- Q. × desmotricha O.Schwartz (Quercus pubescens subsp. subpyrenaica x Quercus canariensis) (Buxo-Quercenion pubescentis: 76.9a)
- Q. × jahandiezii nothosubsp. viciosoi (Sáenz de Rivas & Rivas Mart.) Rivas Mart. & Sáenz de Rivas (Quercus canariensis x Quercus faginea subsp. alpestris) (Paeonio-Abietion pinsapo: 76.11)
- Q. × kerneri nothosubsp. monserratii (C.Vicioso) Rivas Mart. & Sáenz de Rivas (Quercus robur subsp. robur x Quercus pubescens subsp. subpyrenaica) (Buxo-Quercenion pubescentis: 76.9a)
- Q. × kerneri Simkovies nothosubsp. kerneri (Quercus robur subsp. robur x Quercus pubescens subsp. pubescens) ( Pulmonario-Querción roboris: 76.4 )
- Q. × marianica C.Vicioso (Quercus canariensis x Quercus broteroi) ( Quercenion broteroi: 75.2a )
- Q. × mixta Villalobos ex Colmeiro (Quercus suber x Quercus rotundifolia) ( Quercetalia ilicis: 75a)
- Q. × rosacea Bechst nothosubsp. rosacea (Quercus robur subsp. robur x Quercus petraea) (Quercetalia roboris: 76b)
- Q. × rosacea nothosubsp. secalliana (C.Vicioso) Rivas Mart. & Sáenz de Rivas (Quercus robur subsp. broteroana x Quercus petraea) (Quercenion robori-pyrenaicae: 76.7b)
- Q. × rotensis Penas, Llamas, Pérez Morales & Acedo (Quercus pauciradiata x Quercus pyrenaica) (Quercenion pyrenaicae: 76.7a)
- Q. × trabutii Hy (Quercus petraea x Quercus pyrenaica) (Luzulo-Quercenion petraeae: 76.8b)

## Otros híbridos
- Quercus × hispanica Lam. (Quercus cerris x Quercus suber) - mesto arbóreo[3]